# Identiteitsdiefstal
Identiteitsdiefstal is een vorm van diefstal. Identiteitsdiefstal wordt vaak verward met identiteitsfraude, maar de straffen op het louter stelen van identiteiten zijn lichter dan de straffen die staan op identiteitsfraude, waar niet alleen de identiteit wordt gestolen maar ook wordt misbruikt.

## Methodes
Het verwerven van een identiteit of persoonlijke gegevens kan langs tal van wegen:
- Bij inbraak van de woning of auto;
- Het stelen van post uit brievenbussen of door het onderscheppen van post;
- Door het kopiëren van kaartgegevens bij kaartgebruik in winkel of geldautomaat. Het kopiëren van kaartgegevens heet Skimmen, deze identiteitsfraude gebeurt met gebruikmaking van iemands pinpas of creditcard. Met de gekopieerde pinpas kunnen kwaadwillenden betalingen doen uit jouw naam.
- Door het kopiëren van bestanden met persoonsgegevens van klanten (door medewerkers van bedrijven);
- Door het hacken van computersystemen, pharming[1];
- Door middel van informatie in afval- en prullenbakken (dumpsterdiving);
- Door met een valse identiteit persoonlijke informatie op te vragen via internet (phishing). Met phishing proberen kwaadwillenden iemand naar een 'verkeerde' website te sturen zonder dat de persoon het merkt om hiermee de gebruikersnaam en wachtwoord van de echte website te ontfutselen.
- Social engineering, dit doet men door telefonisch (of op een andere manier proberen te achterhalen wat de gebruikersnaam en het wachtwoord van deze persoon is. Vervolgens kan men met de verworven gebruikersnaam en wachtwoord binnen het systeem komen.
- Het zoeken in registers. Neem bijvoorbeeld Google, als men goed zoekt kan door middel van Google al veel te weten gekomen worden over een persoon. Bij sollicitatiegesprekken kan er bijvoorbeeld gezocht worden op kandidaten om te kijken of er iets bekend is van deze persoon op internet.

## Identiteitsdiefstal in de ICT
Ook online identiteitsdiefstal doet zich steeds meer voor. Een uitvoerige studie rond identiteitsdiefstal in de ICT werd gepubliceerd in 2010..

## Bron
1. ↑  Bescherm je financiën: wat is pharming
2. ↑  Identity theft in de ICT - Onderzoek naar de wenselijkheid van een Belgische en/of Europese regelgeving.[dode link]